# Leucandra poculiformis
Leucandra poculiformis är en svampdjursart som beskrevs av Hozawa 1918. Leucandra poculiformis ingår i släktet Leucandra, och familjen Grantiidae.
Artens utbredningsområde är havet kring Japan. Inga underarter finns listade i Catalogue of Life.